# Tramvajové dilema

Schéma tramvajového dilematu

Tramvajové dilema je myšlenkový experiment zaměřený na lidskou etiku. Principem tohoto etického dilematu je otázka, zda je morálně přípustné obětovat jeden život pro záchranu více lidí. 
Od roku 1967, kdy byl tento problém poprvé publikován, bylo dilema důkladně analyzováno, zkoumáno a modifikováno. Debaty a množství literatury, která se problémem zabývala, daly vzniknout samostatné oblasti výzkumu s názvem trolleyologie (z anglického trolley problem).

## Popis problému
Po kolejích se řítí tramvaj. Ve směru jízdy tramvaje je na trati pět pracujících, kteří nemohou uhnout. Na vedlejší trati, kam je možné tramvaj odklonit, se nachází jeden člověk.
Vedle trati sleduje dění jedna osoba, která má možnost pohnout výhybkou a ovlivnit tím vývoj celé situace. Má dvě možnosti:
- Neudělat nic, pročež tramvaj zabije pět lidí na hlavní trati.
- Zatáhnout za páku tak, že výhybka přepne na vedlejší trať, kde tramvaj zabije jednoho člověka.

Otázkou je, které řešení je správné, respektive etičtější, odpověď však neexistuje. Na jednu stranu přehození výhybky zapříčiní nižší ztráty na životech, na druhou stranu v takovémto případě pozorující osoba svým činem přímo způsobí smrt jedné osoby, zatímco v opačném případě smrt nezpůsobí aktivně.
Utilitaristický pohled tvrdí, že přehodit výhybku je pozorovatel povinen. Podle klasického utilitarismu je takové rozhodnutí nejen přípustné, ale z morálního hlediska i lepší (druhou variantou je nejednat vůbec). Alternativní úhel pohledu říká, že v dané situaci je již zahrnuto něco z morálně špatného. Přehozením výhybky se pak pozorovatel tohoto morálně nesprávného aspektu sám účastní, takže je za smrt částečně odpovědný. Kdyby se jednání zdržel, odpovědný by nebyl nikdo. Odpůrci přehození výhybky také poukazují na nesouměřitelnost lidských životů. Podle některých výkladů morální povinnosti představuje pouhá přítomnost v této situaci a možnost ovlivnit její výsledek povinnost zasáhnout. V takovém případě je zdržení se jednání považováno za nemorální čin.

## Historie
Tento problém představila filozofka Philippa Footová roku 1967.
S rozvojem výzkumu i používání autonomních vozidel se stalo tramvajové dilema součástí diskusí o tom, jaký „etický software“ by tato vozidla měla mít. Pracuje se situacemi, kdy se potenciálně smrtelná srážka jeví jako nevyhnutelná, ale kdy volby softwaru vozidla mohou ovlivnit konkrétní podobu důsledků, například do koho nebo do čeho auto narazí. Otázkou je, zda by si měl software cenit bezpečnosti cestujících ve voze více nebo méně než bezpečnosti potenciálních obětí mimo vůz.
V roce 2017 bylo v seriálu Mind Field provedeno tramvajové dilema ne jako myšlenkový experiment, ale jako reálný experiment. Ze sedmi lidí, kteří se experimentu zúčastnili (aniž by dopředu věděli, že nejde o reálnou situaci, ale jen o simulaci), dva pohnuli výhybkou, aby odklonili vlak na kolej s jedním člověkem a zachránili tím pětici na první koleji, tj. jinými slovy pět lidí výhybku nechalo ve výchozí poloze.

## Odvozené formy

Odvozené problémy

Tramvajové dilema zdůrazňuje rozdíl mezi deontologickým a konsekvencialistickým etickým systémem. Ústřední otázkou je, zda je správné aktivně bránit užitku jednotlivce, pokud to přináší větší užitek většímu počtu jiným jednotlivcům.
Modifikované varianty myšlenkového experimentu pracují opět s jedoucím vozidlem, které nelze zastavit, či obsahují analogická dilemata o životě a smrti (z lékařského, soudního prostředí apod.). Společným jmenovatelem těchto odvozených problémů je, že každý obsahuje možnost buď nedělat nic a nechat několik lidí zemřít, nebo zasáhnout a obětovat jeden lidský život pro záchranu ostatních.

### Tlustý muž
Tuto modifikovanou verzi tramvajového dilematu představila v roce 1976 Judith Jarvis Thompsonová. Stejně jako v původním znění problému se po kolejích, na kterých se nachází pět lidí, řítí vůz. Pozorující osoba tentokrát nestojí vedle výhybky, jejímž přehozením by mohla pětici zachránit, nachází se ale na mostě, pod kterým koleje vedou. Rychle jedoucí vůz lze zastavit jedině tak, že mu v cestě bude ležet nějaká těžká překážka. Shodou okolností vedle pozorovatele na mostě stojí velmi tlustý muž. Jedinou možností, jak vozu zabránit, aby zabil pět lidí, je obézního muže shodit dolů z mostu na trať. Měl by to pozorovatel udělat?
Zdá se, že k tomuto jednání je odpor silný. Většina lidí sice schvaluje přehození výhybky za účelem záchrany pěti životů, ale je proti myšlence, že by měl člověk sám strčit muže dolů z mostu, aby ostatní přežili. Tento rozdíl vedl ke snaze najít mezi oběma případy relevantní morální rozdíl.
Jedním z nich by mohlo být, že v prvním případě člověk nemá v úmyslu nikomu ublížit – újma jedné osoby je pouze vedlejším účinkem odklonění tramvaje. Ve druhém případě je způsobená újma nedílnou součástí plánu na záchranu pěti. Toto řešení je v podstatě aplikací doktríny dvojího účinku, která říká, že jednat s negativními vedlejšími účinky je morálně ospravedlnitelné, ale úmyslně škodit (i z dobrých důvodů) nikoli. Tento argument zvažuje (a nakonec odmítá) Shelly Kagan ve své první knize The Limits of Morality (Meze morálky).

### Dárce orgánů
Další alternativou tohoto problému je situace, kdy lékař, vynikající chirurg se specializací na transplantace orgánů, čelí dilematu. Má v nemocnici pět pacientů, z nichž dva nutně potřebují novou plíci, dva ledvinu a jeden transplantaci srdce. Pokud nepodstoupí operaci ještě ten den, zemřou. Čirou náhodou přijde v ten pravý moment do nemocnice na rutinní prohlídku mladý muž, je zdravý a jeho krevní skupina se shoduje s pěti nemocnými, je tedy ideálním dárcem. Měl by lékař tohoto zdravého muže operovat, odejmout mu orgány a tím pádem jej usmrtit, aby zachránil život pěti nemocným? Většinový názor je opět jednoznačný: ne, takové jednání morálně přípustné není.
Z hlediska konsekvencialismu je čin správný, pokud a pouze pokud jeho dobré důsledky převažují nad špatnými. Při aplikaci tohoto principu na transplantační dilema je tedy řešením, že lékař by měl mladého muže bezbolestně usmrtit a orgány následně k transplantaci použít. Deontologie, teorie povinností a pravidel, zde naopak souhlasí s intuitivní morálkou – zabít muže je morálně nepřípustné, kromě kvality důsledků činu musíme zvažovat i újmu, kterou čin způsobí. Konsekvencialisté na kritiku ze strany deontologie odpovídají tak, že v myšlenkovém experimentu se záměrně pomíjejí další důsledky transplantace (například že se celý případ provalí, důvěra mezi lékařem a pacientem bude narušena, lidé se budou bát chodit do nemocnice, zvýší se úmrtnost atd.). I přes tyto dodatky je však možné příklad vždy upravit tak, že z hlediska důsledků bude nejlepším řešením člověka obětovat.